# ¡Adiós Cordera! (escultura)
L'escultura urbana coneguda pel nom ¡Adiós, Cordera!, ubicada a la plaça General Ordóñez, a la ciutat d'Oviedo, Principat d'Astúries, Espanya, és una de les més d'un centenar que adornen els carrers de l'esmentada ciutat espanyola.
El paisatge urbà d'aquesta ciutat, es veu adornat per obres escultòriques, generalment monuments commemoratius dedicats a personatges d'especial rellevància en un primer moment, i més purament artístiques des de finals del segle xx.
L'escultura, feta de bronze, és obra de Manuel García Linares, i està datada 2002.
Es tracta d'un conjunt format per la figura d'un nen i una nena abraçats a una vaca, que representa el famós conte de Leopoldo Alas "Clarín", del mateix nom "¡Adiós, Cordera!".